# Hataraku Maou-sama!
Hataraku Maou-sama! (яп. はたらく魔王さま!, укр. Сатана на підробітку!) — японська серія ранобе автора Сатосі Вагахари з ілюстраціями Оніку. ASCII Media Works опублікувало 11 томів з лютого 2011 р. Сюжет розгортається навколо короля демонів, Сатани, який прагне підкорити світ Енте Ісла, але зіткнувшись з Героєм, Емілією Юстиною, змушений відступити через портал, що транспортує його до сучасного Токіо, Японія. Щоб вижити та знайти спосіб повернутися назад, Сатан отримує часткову зайнятість в ресторані швидкого харчування та змушений воювати з минулим та переосмислити свої вчинки. Існують дві манґа-адаптації від видавництва ASCII Media Works, що виходив у журналах Dengeki Daioh і Dengeki Maoh. Перший сезон аніме-серіалу від студії White Fox і режисера Наото Хосоди складався з 13 серій та транслювався з 4 квітня по 27 червня 2013. Другий сезон від студії 3Hz і режисера Дайске Цукуші виходив з липня по вересень 2022. Вихід третього сезону заплановано на липень 2023.

## Персонажі
- Садао Мао (яп. 真奥 貞夫) / Сатан Джейкоб (яп. サタン・ジャコブ)

Центральний чоловічий персонаж. Король демонів, який оголосив війну Енте Ісла. Він спробував анексувати чотири континенти, але у зв'язку з діями Героя Емілії Юстини та її товаришів, був змушений відступити і потрапив на Землю на територію сучасної Японії з Альсіелєм. Це змусило його втратити майже всі свої магічні здібності та став простою людиною, прийнявши японське ім'я, яке звучить однойменно до «повелителя демонів», працюючи неповний робочий день у філії MgRonald. Він та інші демони можуть повернутися до первісної форми та відновити свою магію, коли люди навколо них заповнені негативними емоціями, такі як страх і відчай.
Не так багато говориться про минуле Сатана. У ранобе показано, що той колись належав до скромного племені гоблін-класу. Його сім'ю і товаришів вбили та залишили вмирати, поки він не був знайдений і врятований архангелом матері Емілії, тому що вона ніколи не бачила демона, який плаче. Лайла продовжувала піклуватися про нього, і поділилася з ним багатьма історіями, що дало йому знання людства. Вона також першою назвала його «Лорд Демонів Сатан».
Невідоме число років потому Сатан намагався підкорити землю Енте Ісла з чотирма своїми генералами — Адраммелех, Люцифер, Альсіель і Малакода — але був змушений відступити на Землю через втручання Емілії та людської армії.
Сатан, будучи королем демонів, показаний як особа з величезною жорстокістю через заклання багатьох невинних людей, хоча пізніше він зізнався Емі, що не зовсім розумів людей у той час. Тим не менш, він не має наміру ухилятися від відповідальності за смерті, які спричинив. На Землі ж Мао перетворився на скрупульозного й активного співробітника і турбується за своїх колег і підлеглих. Витрачати час на те, щоб бути людиною, допоможуть йому краще зрозуміти людство, він не бажає заподіяти неприємності земному світу. При цьому Садао мало розуміється на жінках, з Емі він поводиться розслаблено, а до почуттів Чіхо ставиться стримано.
Як людина, Мао має вигляд середнього японського молодика з чорним/темно-зеленим волоссям залежно від адаптації, а також червоними очима. Як Лорд Демонів, в нього однакове волосся й очі, але його зріст більше близько двох метрів у висоту. Він має кігті, демонічні крила, ноги й копита, пару жовтих рогів. Його лівий ріг частково зрізаний Емілією, а магічні здібності колосальні.
- Емі Юса (яп. 遊佐 恵美) / Емілія Юстина (яп. エミリア・ユスティーナ)

Центральний жіночий персонаж. Герой, який переміг короля демонів. Після того, як примусила короля демонів відступити з Енте Ісла, вона пішла за ним через портал, щоб закінчити справу, і потрапила в сучасну Японію. Як і повелитель демонів, втратила більшу частину своїх магічних здібностей після прибуття, змушена була взяти японське ім'я і знайти роботу агента центру обробки викликів. Наполовину людина, наполовину ангел. Емілію виростив батько на фермі в Енте Ісла, де вона жила мирним життям. Її життя різко змінилося, коли представники Церкви забрали дівчинку для підготовки Емілії, як Героя, який міг би звільнити світ від демонів. В неї довге руде волосся, яке проходить весь шлях вниз по її стегнах, пасма сплітаються у дві коси, очі зеленого кольору. Вона носить різні наряди в людському світі, але її найпоширеніший одяг робочий, що складається з сірого. На Енте Ісла носила обладунки героя хрестоносців. Коли дівчина використовує святі мощі, волосся стає срібляного кольору.
Емі — вольова та сильна дівчина, здатна володіти священним мечем «Краща половина». Вона, як правило, дуже добра і намагається зробити краще для інших людей, але її ворожнеча з королем демонів змушує обурюватися кожного разу при згадці про нього, особливо через його несподівану доброту. Тим не менш, вона визнає, що його доброта допомогла їй та іншим багато разів, і це натяк, що вона не абсолютно ненавидить його. Чутлива до розміру своїх грудей і таємно заздрить Чіко. В неї дружні стосунки з колегою Рікою Судзукі.
У 10 томі ранобе показано, що в Емії з'явилися романтичні почуття до Мао через їх час, проведений разом.
- Сіро Асія (яп. 芦屋 四郎) / Альсіель (яп. アルシエル)

Один із основних чоловічих персонажів. Генерал короля демонів, перенесений в сучасну Японію. Дуже лояльний до Мао, який піклується про домашні обов'язки і відвідує бібліотеку, щоб дослідити способи для відновлення своїх сил.
Він високий чоловік з бурштиновими очима і має сірувато-біле волосся, яка падає трохи нижче підборіддя. Його часто можна побачити в одязі домогосподарки або він носить джинси й сорочку з довгими рукавами. Коли він робить рутинну роботу, носить зелений фартух.
- Чіхо Сасакі (яп. 佐々木 千穂)

Одна з основних жіночих персонажів, подруга Мао та співробітник MgRonalds. Працює неповний робочий день, відвідує школу в Сасахата, Північну старшу. Загалом вона вольова людина та шалено закохана в Мао, іноді ревнує, коли бачить Емі та Садао разом. Може чути та розуміти мову Енте Ісла.
Її шкільна форма — темно-зеленого кольору схему. Вона невисокого зросту, але спортивна з вельми пишною фігурою. У MgRonaldi вона носить уніформу стандартного працівника, її волосся з двома хвостиками.
- Судзуно Камадзукі (яп. 鎌月 鈴乃) / Крестія Белл (яп. クレスティア・ベル)

Одна з основних жіночих персонажів. Найближча сусідка Садао Мао, агент інквізиції та була відправлена до Японії, щоб убити Мао. Вона має світлу шкіру, довге темно-синє волосся з аква очима, середнього зросту, одягнена в темно-синє кімоно з жовтим поясом. На відміну від Емі, їй складно пристосуватися до сучасного життя в Японії, в неї проблеми з сучасними технологіями.
Також відома як Крестія Белл, Судзуно була частиною доктринальної Ради корекції, раніше відомої як інквізиція, під керівництвом Орба Мейером.
- Хандзо Урусіхара (яп. 漆原 半蔵) / Люцифер (яп. ルシフェル)

Один з основних чоловічих персонажів. Занепалий ангел, один з генералів короля демонів. Після поразки від рук Героя Емілії був таємно врятований Орбою, який обіцяв повернути Люцифера на небеса, якщо вони стануть союзниками в боротьбі проти Садао. Пізніше переїхав в кімнату з Мао й Асією. У ладах із технологіями, любить грати у відеоігри. До його роздратування його часто називають хікікоморі.
Показано, щоб він хитра особистість. З огляду на його дитячість, до нього навколишні ставляться легковажно.

## Медіа

### Ранобе
Hataraku Maō-sama! спочатку була серією ранобе Сатосі Вагахарі з ілюстраціями Оніка. Вагахара написав першу історію під назвою Maōjō wa Rokujō Hitoma! (яп. 魔王城は六畳一間!) для 17-ї літературної премії Dengeki видавництва ASCII Media Works у 2010 році. Вона отримала срібний приз і була видана під видавничим імпринтом Dengeki Bunko.
| - "The Devil Focuses on His Career for Monetary Purposes" (яп. 「魔王、生活のために労働に励む」) - "The Devil Goes on a Date in Shinjuku with This Girl from Work" (яп. 「魔王、新宿で後輩とデートする」) - "The Devil and the Hero Stand Strong in Sasazuka" (яп. 「魔王と勇者、笹塚に立つ」) |

| - "The Devil's Finances are Shored Up by a Helpful Neighbor" (яп. 「魔王、近所付き合いで家計を助けられる」) - "The Hero Owes a Favor Following a Wild Chain of Misunderstandings" (яп. 「勇者、勘違いの連鎖の果てに借りを作る」) - "The Devil and the Hero Risk Their Lives for Their Work Responsibilities" (яп. 「魔王と勇者、職責の全うに命を賭ける」) |

| - "Introduction" (яп. 前書き) - "The Devil King and the Hero Unexpectedly Become Parents" (яп. 「魔王と勇者、身に覚えなく親になる」) - "The Devil King Experiences a Lifestyle Change" (яп. 「魔王、その生活が一変する」) - "The Devil King and the Hero Take a Hint and Hit the Theme Park" (яп. 「魔王と勇者、薦めに従い遊園地に行く」) - "The Devil King Feels the Pain of Loss" (яп. 「魔王、大切なものを失う悲しみを知る」) |

| - "Prologue" (яп. 「序章」) - "The Devil King Finds Himself Jobless, Then Homeless" (яп. 「魔王、家も仕事も失い途方に暮れる」) - "The Hero Helps the Devil King Remodel His Workplace" (яп. 「勇者、魔王の職場の大改造に協力する」) - "The Devil King Marvels at the Wide World (and Choshi)" (яп. 「魔王、銚子と世界の広さを知る」) - "Epilogue" (яп. 「終章」) |

| - "Prologue" (яп. 「序章」) - "The Devil Strongly Demands TV Privileges" (яп. 「魔王、テレビ購入を強硬に主張する」) - "The Devil Explains Human Relations" (яп. 「魔王、人との関わりを説く」) - "The Devil and the Hero Decide to Focus on More Important Matters" (яп. 「魔王と勇者、とりあえず目の前の出来事に集中する」) - "Epilogue" (яп. 「終章」) |

| - "Prologue" (яп. 「序章」) - "The Devil Clocks Back In" (яп. 「魔王、職場に復帰する」) - "The Hero and the Devil Wonder What the Hell They're Doing With Their Lives" (яп. 「魔王と勇者、日常に戸惑う」) - "The Hero and the Devil Take a Step Toward a New Dream" (яп. 「魔王と勇者、新たな夢の一歩を踏み出す」) - "Epilogue" (яп. 「終章」) |

| - "The Devil Pledges to Stay Legitimate" (яп. 「魔王、誠実な商売を改めて決意する」) - "The Devil Plucks a Cat Off the Street" (яп. 「魔王、捨て猫を拾う」) - "The Devil and the Hero Go Futon Shopping" (яп. 「魔王と勇者、お布団を買いに」) - "A Few Days Before The Teenager is a Part-Timer!" (яп. 「はたらく女子高生 -a few days ago-」) |

| - "Prologue" (яп. 「序章」) - "The Hero Demands a Little Time Off" (яп. 「勇者、しばしの暇乞いをする」) - "The Devil Has an Encounter" (яп. 「魔王、出会う」) - "The Devil is a Little Late to the Punch" (яп. 「魔王、出遅れる」) - "Extra Chapter: The Hero Has a Cry" (яп. 「続章 勇者、泣く」) |

| - "Prologue" (яп. 「序章」) - "The Devil Devises a Full Military Expedition" (яп. 「魔王、親征を決意する」) - "The Hero Discovers She Can't Come Home Again" (яп. 「勇者、故郷に惑う」) - "The Devil Makes Every Preparation Possible" (яп. 「魔王、余念無く準備し出立する」) - "The Devil, Once Upon a Time" (яп. 「魔王、今昔物語」) - "Extra Chapter: The Devil Blows Chunks" (яп. 「続章 魔王、吐く」) |

| - "Prologue" (яп. 「序章」) - "The Devil Loses His Social Standing" (яп. 「魔王、立場を失う」) - "The Hero Dances on the Battlefield" (яп. 「勇者、戦陣に踊る」) - "The Devil and the Hero Witness Ente Isla's Transformation" (яп. 「魔王と勇者、エンテ・イスラの変革に立ち会う」) - "Epilogue" (яп. 「終章」) - "Extra Chapter" (яп. 「続章」) |

| - "Prologue" (яп. 「序章」) - "The Devil and the Hero have a Grand Disagreement" (яп. 「魔王と勇者、盛大にすれ違う」) - "The Devil and the Hero get All Hung Up on their Relative Positions" (яп. 「魔王と勇者、立ち位置にこだわる」) - "The Devil and the Hero Fulfill a Delayed Promise" (яп. 「魔王と勇者、遅くなった約束を果たす」) |

| - "The Devil Hangs On to His Daily Routine" (яп. 「魔王、普通の生活を堅持する」) - "The Hero Starts Looking for a New Path" (яп. 「勇者、新たな道を探しはじめる」) - "The Devil Appreciates the Value of Maintenance" (яп. 「魔王、メンテナンスを語る」) - "The Devil and the Hero Are Given a Proposition" (яп. 「魔王と勇者、取引を持ちかけられる」) - "Epilogue" (яп. 「終章」) |

| - "Prologue" (яп. 「序章」) - "The Devil Gets Tough" (яп. 「魔王、硬い態度を取る」) - "The Hero Attempts to Wrangle the Unwrangleable" (яп. 「勇者、整理できない事態に頭を抱える」) - "The High Schooler Searches for a Guide" (яп. 「女子高生、心の指針を探す」) - "The Devil and the Hero Face Up to Reality" (яп. 「魔王と勇者、目の前の現実に直視する」) |

| - "The Hero and High Schooler Become Friends" (яп. 「勇者と女子高生、友達になる」) - "The Devil Looks Back on the Frugal Life" (яп. 「魔王、節約生活を振り返る」) - "The Devil Snags a New Phone with the Hero's Money" (яп. 「魔王、勇者の金で新しい携帯を手にする」) - "The Hero Is Amazed By the Enemy General's Vast Powers" (яп. 「勇者、敵幹部の力に驚愕する」) - "The Devil Learns About His Boss's Past" (яп. 「魔王、上司の過去を知る」) - "A Few Days Ago: The Hero Is (about to Be) a Part-Timer!" (яп. 「はたらく前の勇者さま！-a a few days ago-」) |

| - "Prologue: The Teen and the Call-Center Lady Ring In the New Year" (яп. 「序章 女子高生とOL、新年を迎える」) - "The Devil King Is Out of the Office (1)" (яп. 「魔王、留守にする1」) - "The Devil King Is Out of the Office (2)" (яп. 「魔王、留守にする2」) - "The Devil King Is Out of the Office (3)" (яп. 「魔王、留守にする3」) - "The Devil King Is Out of the Office (4)" (яп. 「魔王、留守にする4」) - "The Teen and the Call-Center Lady Ring In the New Year Cont'd" (яп. 「続・女子高生とOL、新年を迎える」) |

| - "The Devil King Gets Sentimental" (яп. 「魔王、軟弱になる」) - "The Hero Struggles to Deal with Workplace Issues" (яп. 「勇者、職場環境の違いに戸惑う」) - "The Devil King and the Hero Don't Have Very Much to Do" (яп. 「魔王と勇者、出る幕もなくなる」) - "The High-School Teen Changes the World a Tad" (яп. 「女子高生、少しだけ世界を変える」) - "Epilogue" (яп. 「終章」) |

| - "Opening" (яп. 「序章」) - "The Devil King Goes Out to Dinner with His Boss" (яп. 「魔王、上司と夕食に行く」) - "The Hero Reveals Deep Anxieties About the Future" (яп. 「勇者、未来への不安を漏らす」) - "The Devil King Makes a Major Decision" (яп. 「魔王、一大決心をする」) - "The Devil King and the Hero Storm the Demon Realms" (яп. 「魔王と勇者、魔界に立つ」) |

| - "The Teenager Starts Imagining Beyond Tomorrow" (яп. 「女子高生、明日の先を想像する」) - "The Hero Realizes the Difficulty of Stepping In" (яп. 「勇者、後を継ぐ難しさを思う」) - "The Devil King’s Army Fights On" (яп. 「魔王軍、奮闘する」) - "Extra Chapter: The Fallen Angel Recalls" (яп. 「続章 堕天使、思い出す」) |

| - "Prologue" (яп. 「序章」) - "The Hero Gets Her Act Together" (яп. 「勇者、決断する」) - "The Devil Chooses This Moment to Play It Normal" (яп. 「魔王、この期に及んでいつも通り」) - "The Teenager Begins Moving the World" (яп. 「女子高生、世界を動かし始める」) |

| - "The Devil and the Hero Shame Themselves at Work" (яп. 「魔王と勇者、職場で肩身が狭くなる」) - "The Devil and the Hero Live Under the Same Roof" (яп. 「魔王と勇者、一つ屋根の下で過ごす」) - "The Devil Is Defeated by the Hero" (яп. 「魔王、勇者に敗北す」) - "The Teenager Moves the World" (яп. 「女子高生、世界を動かす」) - "The Devil Is Taken by Surprise" (яп. 「魔王、不意を打たれる」) - "The Afterstory" (яп. 「続章」) |

| - "Prologue: The Devil Heads for Work" (яп. 「序章 魔王、出勤する」) - "The Fallen Angel Claims His Relic" (яп. 「堕天使、遺産を受け取る」) - "The Devil King’s Army Moves the Moon" (яп. 「魔王軍、 月を動かす」) - "The Devil Addresses Past Sins" (яп. 「魔王、過去の罪を償う」) - "The Hero Finds an Answer and Chooses Her Way" (яп. 「勇者、答えを導き方針を固める」) - "The Devil Relies on Others for the Future" (яп. 「魔王、先々のために人を頼る」) - "The Devil and the Hero Challenge the God" (яп. 「魔王と勇者、 神に挑む」) - "The Devil and the Hero Clobber the God" (яп. 「魔王と勇者、神を討つ」) - "The Devil and the Hero Settle Matters" (яп. 「魔王と勇者、決着をつける」) - "Epilogue: The Devil, Not a Part-Timer" (яп. 「終章 魔王、はたらく」) |

### Манґа
Манґа-адаптація, ілюстрована Акіо Хіірагі, почала випускатися в лютому 2012 в сейнен-журналі компанії ASCII Media Works, Dengeki Daioh. Перший танкобон випущений 27 червня 2012-го. Спінофф манґу, ілюстровану Куроне Місімою під назвою Hataraku Maō-sama! High School! (яп. はたらく魔王さま!ハイスクール!), почали випускати в липні 2012 в журналі компанії ASCII Media Works, Dengeki Daioh. Перший танкобон випущений 26 січня 2013. Антологія йонкома-манґ випущена компанією ASCII Media Works 27 червня 2013 року.

### Аніме
13-серійне аніме продюсера White Fox і режисера Наото Хосоди транслювалося з 3 квітня по 27 червня 2013. Опенінг «Zero!!» виконує Мінамі Курібаясі, три ендінги — «Gekka» (яп. 月花), «Star Chart» (яп. スターチャート) і «Tsumabiku Hitori» (яп. ツマビクヒトリ) — Nano Ripe.

## Нотатки
1. ↑  Включно з 21 томом головного роману, 2 томи приквелу, один том спіноффу та 6 бонусних новел
2. ↑  Технічно третій сезон вважається сіквелом серіалу 2022 року The Devil Is a Part-Timer!! (інакше відомий як де-факто другий сезон) в Японії.
3. Hataraku Maō-sama! High School N! — спінофф-роман, дія якого відбувається в альтернативному всесвіті у сетінгу старшої школи.
4. ↑  Hataraku Maō-sama! High School N! — спінофф-роман, дія якого відбувається в альтернативному всесвіті у сетінгу старшої школи.
5. Hataraku Maō-sama! SP є розширеним перевиданням Hataraku Maō-sama! Volume 5.5, спеціальний том, який спочатку був запакований із 1-им томом DVD/Blu-Ray першого сезону аніме-адаптації.
6. ↑  Hataraku Maō-sama! SP є розширеним перевиданням Hataraku Maō-sama! Volume 5.5, спеціальний том, який спочатку був запакований із 1-им томом DVD/Blu-Ray першого сезону аніме-адаптації.
7. Hataraku Maō-sama! SP2 є розширеним перевиданням Hataraku Maō-sama! Volume 2.8, спеціальний том, який спочатку був запакований із 6-м томом DVD/Blu-Ray першого сезону аніме-адаптації.
8. ↑  Hataraku Maō-sama! SP2 є розширеним перевиданням Hataraku Maō-sama! Volume 2.8, спеціальний том, який спочатку був запакований із 6-м томом DVD/Blu-Ray першого сезону аніме-адаптації.
9. Hataraku Maō-sama! Okawari!! — це розширена компіляція перевидання оповідань, спочатку опублікованих у застосунку Dengeki Nobekomi.
10. ↑  Hataraku Maō-sama! Okawari!! — це розширена компіляція перевидання оповідань, спочатку опублікованих у застосунку Dengeki Nobekomi.